# Liga de Voleibol Superior Femenino 2022
Liga de Voleibol Superior Femenino 2022 utspelade sig mellan 18 maj och 12 augusti 2022. I turneringen deltog 5 lag (franchisetagare) och Pinkin de Corozal vann serien och blev puertoricanska mästare för 18:e gången genom att besegra Criollas de Caguas i finalen..

## Regelverk
Turneringen spelades med gruppspel följt av cupspel. Lagen spelade gruppspel där alla lag mötte varandra fyra gånger för totalt 16 matcher. De fyra främsta lagen gick vidare till slutspel, med semifinaler och final, där lagen rankades baserat på deras tabellposition. Mötena i slutspelet spelades i bäst av sju matcher.

### Metod för att bestämma tabellplacering
Om slutresultatet blev 3-0 eller 3-1 tilldelades 3 poäng till det vinnande laget och 0 till det förlorande laget, om slutresultatet blev 3-2 tilldelades 2 poäng till det vinnande laget och 1 till det förlorande laget.
Lagens position i respektive grupp bestämdes utifrån (i tur och ordning):
- Poäng;
- Antal vunna matcher
- Kvot vunna/förlorade set
- Kvot vunna/förlorade bollpoäng

## Deltagande lag
I serien deltog fem lag. För lagen som deltagit föregående säsong gällde att:
- Grises de Humacao lämnade över sin spellicens till Atenienses de Manati[2].
- Leonas de Ponce var inaktiva under säsongen[3].
- Cangrejeras de Santurce avtjänade en säsongs avstängning efter en tvist med LVSF och FPV[4].

| Klubb                 | Stad      | Hemmaplan                       | Föregående säsong                    |
| --------------------- | --------- | ------------------------------- | ------------------------------------ |
| Atenienses de Manati  | Manatí    | Coliseo Juan Aubin Cruz Abreu   | -                                    |
| Changas de Naranjito  | Naranjito | Coliseo Gelito Ortega           | 2:a i LVSF, semifinal i slutspelet   |
| Criollas de Caguas    | Caguas    | Coliseo Roger L. Mendoza        | 1:a i LVSF, Puertoricanska mästare   |
| Pinkin de Corozal     | Corozal   | Coliseo Carmen Zoraida Figueroa | 4:a i LVSF, kvartsfinal i slutspelet |
| Valencianas de Juncos | Juncos    | Coliseo Rafael Amalbert         | 5:a i LVSF, semifinal i slutspelet   |

## Turneringen

### Grundserien

#### Resultat
| Resultat Grundserien |                     |     |                                   |
|                      |                     |     |                                   |
| 18-05                | Corozal - Manatí    | 2-3 | 14-25, 25-15, 18-25, 25-12, 13-15 |
| 20-05                | Caguas - Juncos     | 3-1 | 20-25, 25-17, 25-16, 25-21        |
| 21-05                | Naranjito - Corozal | 1-3 | 25-23, 23-25, 23-25, 16-25        |
| 22-05                | Manatí - Juncos     | 3-0 | 25-22, 25-22, 25-13               |
| 22-05                | Naranjito - Caguas  | 0-3 | 23-25, 20-25, 22-25               |
| 25-05                | Juncos - Manatí     | 3-0 | 25-18, 25-23, 25-17               |
| 26-05                | Caguas - Naranjito  | 3-0 | 25-19, 25-22, 25-19               |
| 27-05                | Juncos - Corozal    | 3-2 | 25-19, 17-25, 25-23, 23-25, 17-15 |
| 28-05                | Manatí - Caguas     | 2-3 | 25-21, 23-25, 25-18, 24-26, 13-15 |
| 29-05                | Juncos - Naranjito  | 3-1 | 25-20, 21-25, 25-14, 25-19        |
| 02-06                | Naranjito - Manatí  | 1-3 | 25-27, 21-25, 26-24, 15-25        |
| 03-06                | Corozal - Caguas    | 1-3 | 25-22, 11-25, 21-25, 20-25        |
| 04-06                | Naranjito - Juncos  | 3-2 | 25-14, 25-15, 23-25, 22-25, 15-12 |
| 05-06                | Manatí - Corozal    | 2-3 | 18-25, 18-25, 26-24, 25-22, 6-15  |
| 09-06                | Juncos - Corozal    | 1-3 | 25-21, 23-25, 17-25, 16-25        |
| 11-06                | Caguas - Manatí     | 3-0 | 25-17, 25-19, 25-20               |
| 11-06                | Corozal - Juncos    | 3-0 | 25-18, 25-19, 25-18               |
| 12-06                | Caguas - Corozal    | 2-3 | 23-25, 19-25, 25-20, 25-21, 15-17 |
| 15-06                | Naranjito - Caguas  | 0-3 | 22-25, 17-25, 18-25               |
| 16-06                | Juncos - Manatí     | 2-3 | 16-25, 25-21, 25-20, 13-25, 10-15 |

| Resultat grundserien |                     |     |                                  |
|                      |                     |     |                                  |
| 19-06                | Corozal - Naranjito | 3-1 | 30-32, 25-12, 25-20, 26-24       |
| 19-06                | Manatí - Caguas     | 0-3 | 21-25, 22-25, 24-26              |
| 22-06                | Manatí - Naranjito  | 0-3 | 20-25, 10-25, 21-25              |
| 23-06                | Naranjito - Corozal | 3-1 | 25-13, 25-20, 21-25, 25-22       |
| 24-06                | Corozal - Manatí    | 3-1 | 25-16, 20-25, 25-16, 25-13       |
| 25-06                | Juncos - Caguas     | 0-3 | 23-25, 27-29, 24-26              |
| 26-06                | Naranjito - Manatí  | 1-3 | 25-17, 16-25, 22-25, 28-30       |
| 26-06                | Corozal - Caguas    | 0-3 | 23-25, 21-25, 18-25              |
| 29-06                | Corozal - Juncos    | 0-3 | 23-25, 16-25, 17-25              |
| 29-06                | Caguas - Naranjito  | 3-1 | 25-14, 25-16, 23-25, 25-17       |
| 30-06                | Caguas - Manatí     | 3-0 | 25-16, 25-22, 25-21              |
| 01-07                | Juncos - Naranjito  | 0-3 | 24-26, 22-25, 20-25              |
| 02-07                | Caguas - Corozal    | 1-3 | 23-25, 25-23, 14-25, 23-25       |
| 03-07                | Naranjito - Juncos  | 1-3 | 22-25, 22-25, 25-23, 22-25       |
| 06-07                | Manatí - Naranjito  | 3-2 | 18-25, 25-20, 27-25, 22-25, 15-9 |
| 07-07                | Juncos - Caguas     | 3-1 | 25-21, 20-25, 25-15, 25-21       |
| 07-07                | Manatí - Corozal    | 3-0 | 25-17, 25-16, 25-21              |
| 09-07                | Caguas - Juncos     | 3-2 | 23-25, 25-23, 23-25, 25-13, 15-9 |
| 09-07                | Corozal - Naranjito | 3-0 | 26-24, 25-15, 25-16              |
| 10-07                | Manatí - Juncos     | 3-0 | 25-21, 25-21, 26-24              |

#### Sluttabell
| Pos. | Lag                   | Pt | G  | V  | P  | VS | FS | Kvot | VP  | FP  | Kvot |
| ---- | --------------------- | -- | -- | -- | -- | -- | -- | ---- | --- | --- | ---- |
| 1    | Criollas de Caguas    | 38 | 16 | 13 | 3  | 23 | 7  | 3,29 | 704 | 612 | 1,15 |
| 2    | Pinkin de Corozal     | 27 | 16 | 9  | 7  | 20 | 15 | 1,33 | 767 | 719 | 1,07 |
| 3    | Atenienses de Manati  | 23 | 16 | 8  | 8  | 16 | 17 | 0,94 | 691 | 694 | 1,00 |
| 4    | Valencianas de Juncos | 20 | 16 | 6  | 10 | 15 | 21 | 0,71 | 730 | 800 | 0,91 |
| 5    | Changas de Naranjito  | 12 | 16 | 4  | 12 | 6  | 20 | 0,3  | 544 | 611 | 0,89 |

      Kvalificerade för slutspel.

### Slutspel
|  | Semifinaler           | Semifinaler | Semifinaler       | Semifinaler | Semifinaler | Semifinaler |                    |   | Final | Final | Final | Final | Final | Final | Final | Final |  |
|  |                       |             |                   |             |             |             |                    |   |       |       |       |       |       |       |       |       |  |
|  | Criollas de Caguas    | 3           | 3                 | 3           | 3           |             |                    |   |       |       |       |       |       |       |       |       |  |
|  | Criollas de Caguas    | 3           | 3                 | 3           | 3           |             |                    |   |       |       |       |       |       |       |       |       |  |
|  | Valencianas de Juncos | 1           | 2                 | 0           | 0           |             |                    |   |       |       |       |       |       |       |       |       |  |
|  | Valencianas de Juncos | 1           | 2                 | 0           | 0           |             | Criollas de Caguas | 0 | 0     | 0     | 0     |       |       |       |       |       |  |
|  |                       |             |                   |             |             |             | Criollas de Caguas | 0 | 0     | 0     | 0     |       |       |       |       |       |  |
|  |                       |             | Pinkin de Corozal | 3           | 3           | 3           | 3                  |   |       |       |       |       |       |       |       |       |  |
|  | Pinkin de Corozal     | 3           | Pinkin de Corozal | 3           | 3           | 3           | 3                  | 3 | 2     | 3     | 3     |       |       |       |       |       |  |
|  | Pinkin de Corozal     | 3           |                   |             |             |             |                    |   |       |       |       |       |       |       |       |       |  |
|  | Atenienses de Manati  | 1           | 2                 | 3           | 0           | 2           |                    |   |       |       |       |       |       |       |       |       |  |

#### Semifinaler
| Match 1 |                  |     |                            |
|         |                  |     |                            |
| 13-07   | Caguas - Juncos  | 3-1 | 25-23, 25-27, 25-18, 25-17 |
| 13-07   | Corozal - Manatí | 3-1 | 25-13, 25-19, 12-25, 25-22 |

| Match 2 |                  |     |                                   |
|         |                  |     |                                   |
| 15-07   | Juncos - Caguas  | 2-3 | 25-18, 25-18, 24-26, 20-25, 9-15  |
| 15-07   | Manatí - Corozal | 2-3 | 12-25, 23-25, 25-18, 25-23, 12-15 |

| Match 3 |                  |     |                                   |
|         |                  |     |                                   |
| 16-07   | Caguas - Juncos  | 3-0 | 25-16, 25-15, 25-21               |
| 17-07   | Corozal - Manatí | 2-3 | 23-25, 25-10, 20-25, 25-17, 12-15 |

| Match 4 |                  |     |                     |
|         |                  |     |                     |
| 18-07   | Juncos - Caguas  | 0-3 | 16-25, 21-25, 26-28 |
| 19-07   | Manatí - Corozal | 0-3 | 21-25, 17-25, 24-26 |

| \| Match 5 \| \| \| \| \| \| \| \| \| \| 20-07 \| Corozal - Manatí \| 3-2 \| 25-19, 25-20, 20-25, 23-25, 15-9 \| |                  |     |                                  |
| Match 5 |                  |     |                                  |
| |                  |     |                                  |
| 20-07 | Corozal - Manatí | 3-2 | 25-19, 25-20, 20-25, 23-25, 15-9 |

#### Final
| Match 1 |                  |     |                     |
|         |                  |     |                     |
| 06-08   | Caguas - Corozal | 0-3 | 27-29, 21-25, 15-25 |

| Match 2 |                  |     |                     |
|         |                  |     |                     |
| 08-08   | Corozal - Caguas | 3-0 | 25-18, 25-19, 28-26 |

| Match 3 |                  |     |                     |
|         |                  |     |                     |
| 10-08   | Caguas - Corozal | 0-3 | 23-25, 20-25, 17-25 |

| Match 4 |                  |     |                     |
|         |                  |     |                     |
| 12-08   | Corozal - Caguas | 3-0 | 25-16, 30-28, 25-23 |

## Individuella utmärkelser
| Utmärkelse                            | Spelare              | Lag                  |
| ------------------------------------- | -------------------- | -------------------- |
| Mest värdefulla spelare (grundserien) | Payton Caffrey       | Pinkin de Corozal    |
| Mest värdefulla spelare (finalen)     | Raymariely Santos    | Pinkin de Corozal    |
| Bästa passare                         | Raymariely Santos    | Pinkin de Corozal    |
| Rising star                           | Brittany Abercrombie | Pinkin de Corozal    |
| Bästa mottagare                       | Karla Santos         | Atenienses de Manati |
| Bästa nykompling                      | Sharlissa de Jesús   | Pinkin de Corozal    |
| Bästa tränare                         | Ángel Pérez          | Pinkin de Corozal    |
| Bästa klubbpresident                  | Lillibeth Rojas      | Pinkin de Corozal    |
| All-Star Team                         | Raymariely Santos    | Pinkin de Corozal    |
| All-Star Team                         | Payton Caffrey       | Pinkin de Corozal    |
| All-Star Team                         | Adora Anae           | Criollas de Caguas   |
| All-Star Team                         | Neira Ortiz          | Criollas de Caguas   |
| All-Star Team                         | Taylor Sandbothe     | Criollas de Caguas   |
| All-Star Team                         | Alison Bastianelli   | Atenienses de Manati |
| All-Star Team                         | Karsta Lowe          | Changas de Naranjito |
| All-Star Team                         | Shara Venegas        | Criollas de Caguas   |
| All-Star Team                         | Nayka Benítez        | Atenienses de Manati |